# Pterygocephalus
Pterygocephalidae, Pterygocephalus paradoxus
Famille
Genre
Espèce
Pterygocephalus est un genre fossile de petits poissons osseux marins de la famille des Clupeidae et de l'ordre des Scorpaeniformes et du sous-ordre des Dactylopteroidei, un taxon qui comprend les Dactylopteridae actuels dont le Grondin volant rouge, caractérisé par ses très larges nageoires pectorales arrondies en forme d'ailes. Il est cependant rattaché à sa propre famille, les Pterygocephalidae, dont il est le seul membre.
Une seule espèce est attribuée à ce genre, Pterygocephalus paradoxus, décrite en 1835 par le grand paléontologue suisse Louis Agassiz.

## Classification
La famille des Pterygocephalidae est décrite en 1980 par le paléontologue français Jacques Blot,
Le genre Pterygocephalus et l'espèce Pterygocephalus paradoxus sont décrits en 1835 par le paléontologue suisse et américain Louis Agassiz,,.

### Découverte et datation
Les fossiles de Pterygocephalus, très bien préservés, ne sont connus que sur le célèbre site paléontologique (Lagerstätte) du Monte Bolca sur la zone dite de « Pesciara », en Vénétie (Italie). Pterygocephalus paradoxus a vécu dans les mers tropicales de l'océan Téthys, précurseur de la Méditerranée, au cours de l'Éocène inférieur (Yprésien), il y a environ entre 49 et 48,5 Ma (millions d'années),. 
L'environnement péri-récifal tropical de l'Éocène du Monte Bolca est sous influence à la fois côtière et de mer ouverte. Dans cet environnement, les fossiles ont été préservés dans des sédiments calcaires laminés, déposés dans une dépression à faible énergie, sous un environnement anoxique.
Ce poisson de taille modeste, est rapproché des Dactylopteridae actuels, des poissons avec des nageoires pectorales en formes d'ailes, qu'ils n'utilisent cependant pas pour sauter et planer hors de l'eau comme les Exocoetidae actuels (les « poissons volants »).

## Description
C'est un petit poisson dont la taille dépasse à peine les 5 centimètres. Le corps est assez large terminé, par une tête courte et étroite. Le crâne porte deux grandes épines, celle placée en avant étant plus longue que la seconde. Ses yeux sont grands et sa bouche est large et profonde,.
Les nageoires pectorales sont extrêmement longues. Sa nageoire dorsale postérieure est arrondie et plus courte que l'antérieure. Sa grande nageoire caudale n'est pas bifurquée,,.

## Paléobiologie
Comme l'un de ses assez proches parents actuels, le Grondin volant rouge, Pterygocephalus devait vivre près du fond de la mer dans l'environnement tropical chaud de l’Éocène du Monte Bolca.

### Publication originale
- Famille Pterygocephalidae
  - [1980] Jacques Blot, « La faune ichthyologique des gisements du Monte Bolca (Province de Vérone, Italie) », Bulletin du Muséum national d'histoire naturelle Section C Sciences de la terre, paléontologie, géologie, minéralogie, Paris, Muséum national d'histoire naturelle, vol. 2, no 4,‎ 1980, p. 339-396 (ISSN 0181-0642 et 3038-9739, OCLC 473199682, BNF 34354412, lire en ligne). .
- Genre Pterygocephalus et espèce Pterygocephalus paradoxus
  - [1835] Louis Agassiz, Recherches Sur Les Poissons Fossiles, vol. Tome IV (livr. 13), Neuchatel, Imprimerie de Petitpierre, 1835, 109-204 p.